# Christine Stampe
Christine Marguérite Stampe, född Dalgas 1797, död 1868, var en dansk baronessa, författare, salongsvärdinna och mecenat.